# Paratyndaris suturalis
Paratyndaris suturalis es una especie de escarabajo barrenador metálico del género Paratyndaris, de la familia Buprestidae, orden Coleoptera.

## Distribución
Se distribuye por la ecozona del Neotrópico.

## Taxonomía
Fue descrita por Fall en 1934 y publicada en Fall H. C. A new buprestid from the Florida Keys (Coleoptera). Entomological News 45:193-195. (1934).